# Datian, Taining
Datian (kinesiska: 大田) är en socken i sydöstra Kina. Den ligger i Taining härad i staden Sanming i provinsen Fujian, omkring 250 kilometer väster om provinshuvudstaden Fuzhou. Antalet invånare är 6 156. Befolkningen består av 2 611 kvinnor och 3 545 män. Barn under 15 år utgör 77 %, vuxna 15-64 år 78 %, och äldre över 65 år 8,0 %.